# Walter Spix
Walter Spix (* 17. Juni 1894 in Mönchengladbach; † 9. August 1942 im Konzentrationslager Dachau) war unter dem Ordensnamen Alfons Spix Superior und Vizeprovinzial der Arnsteiner Patres im Kloster Arnstein an der Lahn.

## Leben

Gedenktafel für P. Alfons Spix in Kloster Arnstein

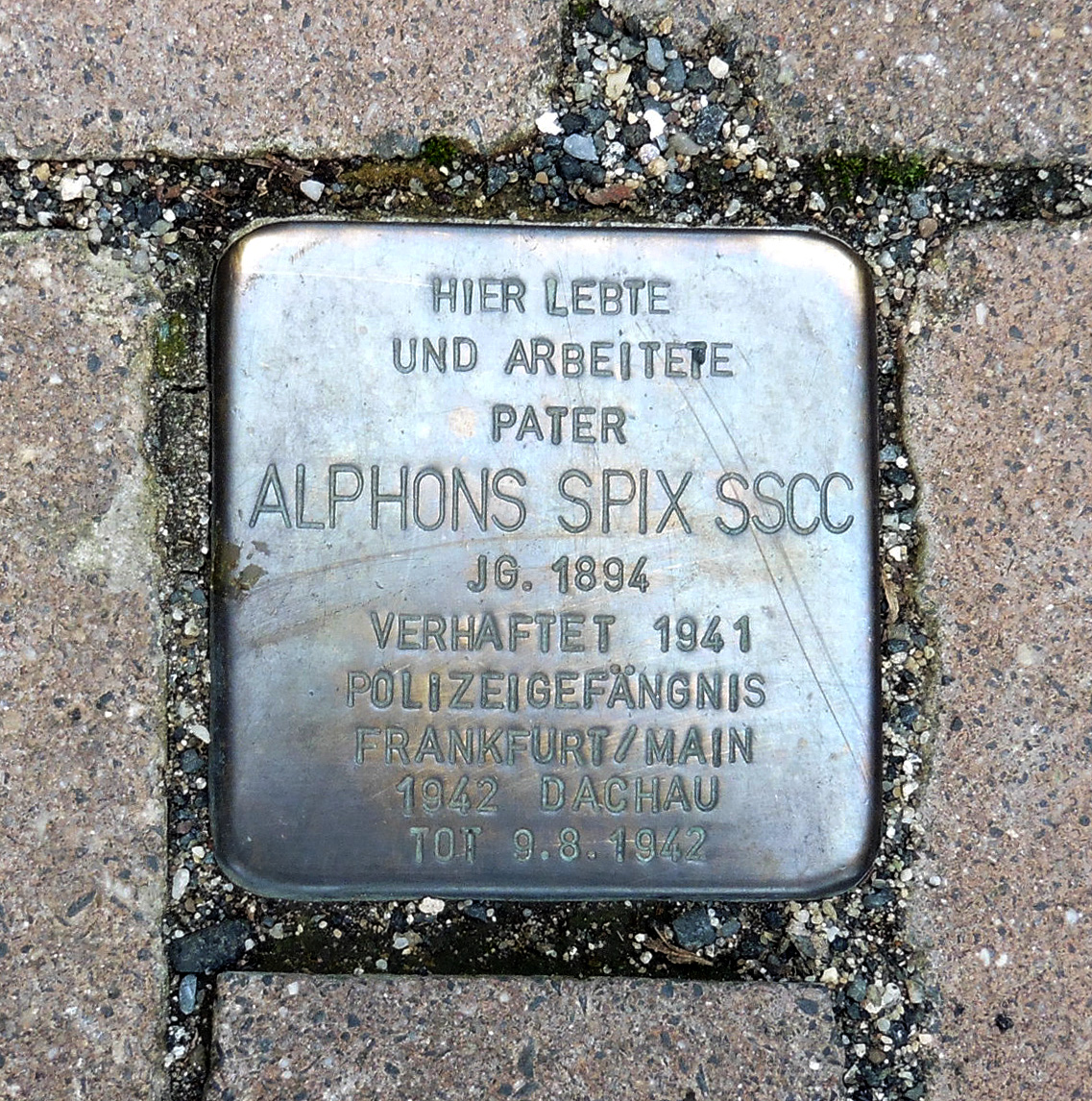
Stolperstein für P. Alfons Spix in Kloster Arnstein

Mit 25 Jahren trat Walter Spix in die Kongregation der Arnsteiner Patres ein, wo er den Namen Alfons annahm und 1925 zum Priester geweiht wurde. 1928 übernahm er in Niederlahnstein das Amt des Superiors im Johanneskloster. Nach fünf Jahren rief man ihn 1933 in die gleiche Funktion nach Arnstein zurück. 1938 wurde er zum Vizeprovinzial der deutschen Ordensprovinz gewählt.
Als Klostervorsteher in Arnstein geriet er mit dem nationalsozialistischen Unrechtsstaat in Konflikt. Da er die gesetzlichen Bestimmungen nicht kannte, ließ er polnische Zwangsarbeiter an Gemeindegottesdiensten teilnehmen und gestattete, dass sie an der Klosterpforte Frühstück erhielten. Er wurde deshalb 1941 von der Gestapo verwarnt und nach erneutem, wohl unbeabsichtigtem Verstoß gegen diese Vorschriften am 19. November 1941 verhaftet. Anfang 1942 überstellte man ihn ins KZ Dachau. Dort starb er am 9. August 1942, vermutlich an einem Darmleiden.
Alfons Spix war kein aktiver Widerstandskämpfer. Eric Steinhauer nennt ihn im BBKL als ein Beispiel dafür, welches Risiko jene Christen während der NS-Zeit eingingen, die weiterhin den Maßstäben christlicher Nächstenliebe folgten.
Die römisch-katholische Kirche hat Alfons Spix im Jahr 1999 als Glaubenszeugen in das Deutsche Martyrologium des 20. Jahrhunderts aufgenommen.